# Lockheed Martin F-35 Lightning II
Lockheed Martin F-35 Lightning II je višenamjenski jednomotorni borbeni zrakoplov pete generacije namijenjen za blisku zračnu podršku i borbu te napade na zemaljske ciljeve. F-35 proizašao je iz X-35 koji je razvijan unutar programa Joint Strike Fighter (JSF, hrv. zajednički udarni borbeni zrakoplov). Njegov razvoj financiraju prvenstveno Sjedinjene Američke Države i Ujedinjeno Kraljevstvo kao i još neke, za program zainteresirane vlade.

## Razvoj
Zrakoplov je dizajniran i izrađen pod vodstvom Lockheed Martina zajedno s Northrop Grummanom i BAE Systemsom kao glavnim partnerima u projektu. Prototip je imao prvi let 2000. godine dok je model predviđen za proizvodnju prvi puta uzletio 15. prosinca 2006.
Američke zračne snage planiraju u svoju flotu uključiti 1.763 aviona i tako postupno zamijeniti flotu F-16.
Program JSF nastao je kako bi se postupno zamijenili postojeći zrakoplovi raznih namjena, a istodobno se smanjili troškovi razvoja, proizvodnje i troškova korištenja. To je postignuto izradom tri inačice zrakoplova koje imaju 80% zajedničkih dijelova: 
- F-35A, inačica kojoj je potrebna uzletno-sletna staza kao i konvencionalnim avionima (hrv. konvencionalno uzlijetanje i slijetanje - KUS, eng. Conventional TakeOff and Landing - CTOL).
- F-35B, inačica kojoj je za uzlijetanje potrebna vrlo kratka uzletno-sletna staza, a zrakoplov može sletjeti okomito (hrv. kratko uzlijetanje i okomito slijetanje - KUOS, eng. Short-TakeOff and Vertical-Landing - STOVL).
- F-35C, inačica namijenjena za korištenje na nosačima zrakoplova.

Sva tri modela se odlikuju smanjenim radarskim odrazom (eng. stealth, hrv. nevidljivost). To vrijedi samo dok avion nema ovješeno naoružanje koje ga čini vidljivijim za radare. 13. srpnja 2004. započela je proizvodnja 22 nova prototipa. Od kolovoza 2006. su započeli prvi probni letovi. U međuvremenu je testiran mlazni motor Pratt & Whitney F135 s potporom ruske tvrtke Jakovljev (Jak-141). Ugovor za proizvodnju alternativnog motora F136 s Rolls Royceom i General Electricom SAD su raskinule. Predviđa se da će F-35 kao višenamjenski lovac zamijeniti modele aviona F-16, F/A-18 Hornet, A-10, F-111 i AV-8B Harrier, uz napomenu da ovaj avion zatvara veliku tehnološku rupu između superiornog F-22 Raptora i F/A-18 Horneta.

## Razvojni model X-35
Napravljena su dva prototipa, X-35C i X-35A, koji su kasnije preuređeni u X-35B.

### X-35A
X-35A je osnovna inačica JSF-a i polijeće/slijeće na klasičan način, znači vodoravno. Prvi let je bio 24. listopada 2000. u Palmdaleu u Kaliforniji, SAD. Nakon što je X-35A u studenom završio sa zadnjim ispitivanjima, inačica je imenovana X-35B.

### X-35B
X-35B je avion koji može okomito poletjeti i sletjeti (hrv. okomito uzlijetanje i slijetanje - OUS, eng. Vertical TakeOff and Landing - VTOL), no pretežno se upotrebljava inačica KUOS (kratka uzletno-sletna staza polijetanja s okomitim slijetanjem). Mogućnost lebdjenja je omogućena pomoću takozvanog "liftfana" (hrv. turbina za lebdjenje), jedne turbine iza pilotske kabine, koja se može okrenuti do 90° prema dolje. Prvo lebdjenje je uspjelo 22. veljače 2001. u Palmdaleu. Prvi prijelaz iz lebdjenja na vodoravni let zbio se 3. srpnja u Vojnoj zrakoplovnoj bazi Edwards. Prvi prijelaz iz vodoravnog leta na okomito slijetanje je bio 16. srpnja 2001. X-35B se među ostalim može vidjeti i u filmu "Umri muški 4.0".

### X-35C
Ova inačica je napravljena za konvencionalne nosače aviona. Najveće razlike u usporedbi s drugim inačicama su: povećana površina krila, pojačani kotači i repna kuka pomoću koje se avion zaustavlja pri slijetanju na nosač aviona. Prvi let je bio 16. prosinca 2000. u Palmdaleu. Od 3. siječnja 2001. do 10. ožujka 2001. izvedeno je 250 slijetanja na nosače aviona.
Sve tri inačice imaju sposobnost nadzvučne brzine. Oba X-35 su otišla u muzej zbog velikih promjena na avionu. X-35C je 16. srpnja 2003. predan muzeju Patuxent River Naval Air, a 26. rujna 2003. je X-35A/B predan muzeju Smithsonian Udvar-Hazy National Air and Space.

## Povijest
Dvije tvrtke su izbacile prototipe u razvoju programa JSF. Boeing se s X-32 suprotstavio modelu X-35 Lockheed Martina. U listopadu 2001. odlučeno je da se ugovor za izgradnju budućeg Joint Strike Fightera dodijeli tvrtci Lockheed Martin. Za daljnji razvoj aviona Lockheed Martinu su se pridružile tvrtke BAE Systems i Northrop Grumman, te je na taj način nastao "Lockheed Martin F-35 JSF Team" (hrv. Tim Lockheed Martin F-35 JSF). Za proizvodnju motora je bio zadužen Pratt & Whitney zajedno s tvrtkama Rolls-Royce i General Electric. Vlada pod vodstvom Georgea Busha je pak odlučila raskinuti ugovor s Rolls-Royceom u ukupnoj vrijednosti od 2,4 milijarde eura, kako bi se samo Pratt & Whitneyu omogućila izrada mlaznih motora za F-35.
Početak serijske proizvodnje aviona je krenuo u 2007. godini. Prvi avioni trebali su biti stavljeni u službu 2012. godine.
Neki internetski portali vezani uz vijesti su javljali, da je prema informacijama Pentagona sposobnost "nevidljivosti" aviona precijenjena i da ne može obećati očekivane rezultate kako se na početku tvrdilo. Kao reakciju na ovu novu informaciju, australski ministar obrane Brendan Nelson javno je iskazao sumnju prema avionu. Britanska vlada je čak prijetila s povlačenjem iz projekta F-35. Obje zemlje planiraju svoje zračne snage opremiti avionima F-35.
U Fort Worthu (savezna država Teksas) general T. Michael Moseley je 7. srpnja 2006. godine javno objavio službeno ime "F-35". Od tada avion je dobio i dodatno ime Lightning II (hrv. Munja II) i nastavlja tradiciju P-38 Lightninga, Lockheedovog lovca iz Drugog svjetskog rata te britanskog English Electric Lightninga, presretača iz hladnoratovskog razdoblja.
Australski ministar obrane Brendan Nelson je 12. prosinca 2006. potpisao ugovor u Washingtonu, u kojem se potvrđuje sudjelovanje Australije u programu Joint Strike Fighter.
F-35A je prvi put poletio 15. prosinca 2006. iz Fort Wortha, no zbog tehničkih poteškoća morao je sletjeti već nakon 32 minute.
Ministarstvu obrane SAD-a su 2007. godine Vlada je odobrila sredstva samo za dva F-35A, umjesto za pet aviona kako je na početku bilo planirano. Za 2008. je planirano 6,1 milijardi $ za proizvodnju 12 aviona, šest F-35A i šest F-35B. Za 2009. ministarstvo obrane je planiralo dati u proizvodnju još 16 aviona, no Kongres još nije prihvatio prijedlog.
Zbog kratkog ispada električnog napajanja početkom svibnja 2007., koje je skoro dovelo do pada aviona, u potpunosti su obustavljeni probni letovi zrakoplova F-35 do 7. prosinca 2007.

## Elektronika
Elektronika u zrakoplovu F-35 je napravljena tako da čim bolje olakša upravljanje pilotu, kako bi se ovaj mogao koncentrirati samo na borbenu taktiku, a ne na upotrebu raznih sustava elektronike. Ovo olakšanje se postiže kroz takozvanu senzorsku fuziju (eng. Sensorfusion), gdje jedno središnje računalo sve podatke senzora (npr. radarske, RWR- ili EO-senzore) očitava i stavlja u jednu preglednu sliku zbivanja. Time je pilotu omogućeno da samo jednim pogledom razmotriti cijelu taktičku situaciju. Ta slika se pruža pilotu na jednom velikom zaslonu osjetljivom na dodir (eng. Touchscreen-MFD) veličine 50 x 20 cm i u viziru kacige. Ugrađeno je i glasovno upravljanje sustavom. Elektronička programska podrška će na kraju proizvodnje imati otprilike 4,5 milijuna linija koda u programskom jeziku C++.

### AN/APG-81
Kod AN/APG-81 se radi o radaru kojeg je napravila tvrtka Northrop Grumman i koji je ugrađen u F-35. Radar raspolaže tehnologijom i mogućnostima sličnim radaru AN/APG-77 koji se nalazi u F-22 Raptoru. Ovaj radar raspolaže velikim brojem radnih načina, posebice u načnu zrak-zemlja.

### EOTS
EOTS (hrv. elektro-optički sustav ciljanja, eng. Electro-Optical Targeting System) je elektro-optički sustav za ciljanje, kojeg je napravila tvrtka Lockheed Martin. Ovaj sustav zasnovan je na Sniper XL-Pod-u, koji je izrađen za F-16. Sustav raspolaže jednim laserom za domet i ciljanje, jednom kamerom i jednim FLIR-senzorom s velikom razlučivosti. EOTS se može upotrijebiti kao senzor zrak-zemlja ili senzor zrak-zrak.

### DAS
DAS (hrv. distriburiani sustav otvora, eng. Distributed Aperture System) je sustav s infracrvenim navođenjem. Sastoji se od 6 IC-kamera, koje su tako postavljene da nadziru cijeli zračni prostor. Ovaj sustav ima i ulogu alarma od nadolazećih raketa i pomaže kod ciljanja raketama zrak-zrak. Osim toga, sustav može kontrolirati uporabu obrambenih sredstava (toplinski mamci, radarski mamci i elektroničke protumjere). Sustav razvija Northrop Grumman i trenutno nekoliko zrakoplova F-16 iz vojne zračne baze Edwards ima taj sustav ugrađen kako bi ga se ispitalo.

### CNI
CNI (hrv. komunikacija, navigacija i identifikacija, eng. Communication, Navigation & Identification) je jedan središnji računalni sustav za navigaciju, komunikaciju i identifikaciju ciljeva. Proizvodi ga Northrop Grumman i sličan je elektronskom sustavu iz F-22. Podržana je i širokopojasna komunikacija putem radara AN/APG-81.

## Sudjelovanje država
Sveukupno devet država sudjeluje na razvoju programa JSF. Krenuvši od SAD-a kao glavnog proizvođača tu su i druge države koje sudjeluju u programu. Investicijski udio pojedinih država vidljiv je u donjoj tablici.
| Udio     | Država           | Narudžba    | Inačica   |
| -------- | ---------------- | ----------- | --------- |
| (88,8 %) | USA              | 2443        | F-35A,B,C |
| (5,1 %)  | Velika Britanija | 150         | F-35B/C   |
| (2,5 %)  | Italija          | 131         | F-35A/B   |
| (2,0 %)  | Nizozemska       | 85          | F-35A     |
| (0,4 %)  | Turska           | 116         | F-35A     |
| (0,4 %)  | Australija       | 100         | F-35A     |
| (0,3 %)  | Norveška         | 48          | F-35A     |
| (0,3 %)  | Danska           | 48          | F-35A     |
|          | Kanada           | 88          | F-35A     |
| 100 %    | Ukupno           | 3209 aviona |           |

Izrael je najavio kupnju od više od 100 F-35A. Prvi avioni bi trebali biti isporučeni 2012. godine, pri čemu bi elektronika djelomično bila iz izraelske proizvodnje.
Nizozemski je parlament 20. svibnja 2010. odlučio povući svoju suradnju, jer smatra da su rizici programa F-35 preveliki. Ispitni zrakoplov (F-35) je otpisan, sljedeći planirani zrakoplov istog modela neće biti više financiran. Nizozemska je do 2010. godine uložila $800 milijuna u razvoj programa F-35 i ispitivanje. Bila je planirana kupnja 85 zrakoplova, no otpor političkih stranaka bio je protiv toga s mnogo razloga, ponajviše zbog prevelike cijene.

## Kritike i problemi
Kritičari programa tvrde da JSF raspolaže s premalo goriva i oružja, što ukazuje da nije dobra zamjena za avione koji napadaju zemaljske ciljeve. Njegova nesposobnost dužih nadzvučnih letova čine ga manje korisnim kao platformu za obranu. Osim toga, F-35 raspolaže sa samo 4 unutarnja otvora za projektile koji mogu primiti samo rakete zrak-zrak i male bombe. Isto tako mala niska (Mach 1,6) ograničava operativni radijus aviona. Unatoč ovim kritikama mnoge su države u međuvremenu pokazale veliko povjerenje u dizajn JSF-a.
Neke strane kritiziraju činjenicu da JSF ima samo jedan mlazni motor. Većina drugih suvremenih aviona, kao npr. Eurofighter raspolažu s dva mlazna motora i mogu tako u slučaju kvara jednog mlaznog motora ipak sigurno sletjeti, dok kod JSF-a zakazivanje mlaznog motora dovodi do gotovo sigurnog rušenja aviona.
Još jedan problem je i nagli skok cijene, te je trenutno F-35 skuplji za čak 60 milijuna dolara od daleko superiornijeg i moćnijeg F-22 Raptora.

## Drugi zrakoplovi
- Lockheed Martin F-22
- Eurofighter Typhoon
- MiG-35
- Dassault Rafale
- Saab JAS-39 Gripen

## Tehničke karakteristike (F-35A Lightning II)
Osnovne karakteristike
- dužina: 15,67 m
- raspon krila: 10,7 m
- površina krila: 42,7 m2
- visina: 4,33 m

Letne karakteristike
- najveća brzina: 2.065 km/h
- dolet: 2.220 km
  - borbeni dolet: 1.110 km
- najveća visina leta: 18.288 m
- specifično opterećenje krila: 446 kg/m2
- motor: 1× turbomlazni motor s naknadnim izgaranjem Pratt & Whitney F135

Naoružanje
- naoružanje:
- 1 x 25 milimetarska strojnica GAU-12 Equalizer
- 2 x bombe GBU-31 JDAM
- 4 x AIM-9 Sidewinder
- 2 x AIM-120 AMRAAM
- 8 x manjih bombi

## Vanjske poveznice
- Lockheed Martin F-35[neaktivna poveznica]
- stranica FAS JSF
- javna internetska stranica www.jsf.mil  Arhivirana inačica izvorne stranice od 27. listopada 2007. (Wayback Machine)